# Trittico degli eremiti
Il Trittico degli eremiti è un dipinto a olio su tavola (86,5×60 il pannello centrale, 86,5×30 ciascun pannello laterale) di Hieronymus Bosch, databile al 1493 circa e conservato alle Gallerie dell'Accademia di Venezia. È firmato nel pannello centrale, in basso a destra.

## Storia
Già nella collezione di Domenico Grimani, quindi a Venezia già nel 1500, il trittico è menzionato a Palazzo Ducale per la prima volta nel 1771 dallo Zanetti (Della pittura veneziana), in particolare nella Stanza dell'Eccelso Tribunale. Nel 1838 venne requisito dal governo austro-ungarico e portato nella Kaiserliche Galerie di Vienna, dalla quale fu passato al Kunsthistorisches Museum nel 1893; tornò a Venezia nel 1919 con i risarcimenti della prima guerra mondiale.
L'opera venne gravemente danneggiata forse durante un incendio, con la parte centrale che fu pesantemente ridipinta, soprattutto nel paesaggio e nel cielo, nonché nella testa di Girolamo. La datazione si basa sulle analisi dendrocronologiche e conferma le ipotesi di Larsen, che lo considerava opera del 1490-1495.

## Descrizione e stile
I tre scomparti del trittico sono dedicati ad altrettante figure di anacoreti, uno per tavola.
Al centro si trova san Girolamo, rappresentato in ginocchio nel deserto, mentre prega un crocifisso appoggiato a un ramo secco, in una sorta di edicola-altare che pare fatta con un pezzo di sarcofago romano scolpito, all'interno di quella che un tempo doveva essere stata una cappella. I rilievi mostrano episodi legati al tema delle redenzione, come Giuditta e Oloferne (simbolo della vittoria dell'anima o prefigurazione di Maria che uccide il demonio), un cavaliere e un unicorno, simbolo di verginità. Più in basso si vede un uomo che si tuffa in un alveare coprendosi di miele, simbolo o dell'amore carnale o del mercurio alchemico, che allude all'unione sessuale: di questo dettaglio esiste un disegno all'Albertina di Vienna. Tutt'intorno sono disseminati simboli malefici, in un paesaggio dominato da toni freddi e cupi, con una vegetazione sinistra e inospitale, sullo sfondo di un desertico paesaggio a perdita d'occhio. A sinistra si vede un’allegoria dell’anima umana in ascesa verso il cielo (dentro una colonna di luce), scheletri, animali raccapriccianti che lottano, arbusti secchi. A destra si vede l'immancabile cappello cardinalizio gettato a terra, mentre il tradizionale leone, amico del santo, è forse la magra bestia di tergo che si abbevera nello stagno.

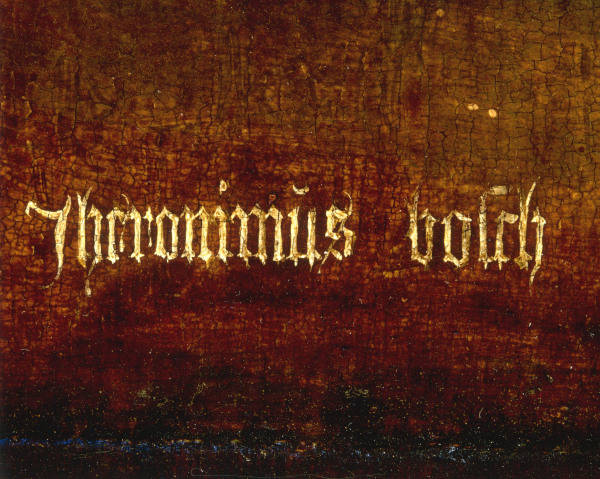
La firma

Il pannello di sinistra mostra sant'Antonio abate in un paesaggio notturno, con un villaggio in fiamme visibile in controluce, per effetto dei fuochi. Si tratta forse di un'allusione al fuoco di Sant'Antonio, o al suo potere di proteggere dagli incendi. Il santo è rappresentato nei pressi di uno stagno, mentre attinge acqua melmosa con una brocca. Intorno a lui le visioni demoniache tormentano le sue meditazioni ascetiche, come la donna nuda, che appare dietro una tenda appesa a un albero cavo, vicina a demoni. Sotto di essa un diavolo-pesce sta versando vino da una brocca e qua e là si trovano altri demoni-grilli in pose grottesche, spesso umoristiche: uno legge un messale, uno ha un becco lunghissimo e coda da pavone, uno è composto dalla sola testa di una suora con i piedi, che porta a spasso sulla testa una civetta col suo nido.
Lo scomparto di destra mostra sant'Egidio che prega in una grotta dove si trova un rotolo che, secondo la Leggenda Aurea, contiene tutti i nomi di coloro che saranno salvati per sua intercessione. Egli è trafitto nel petto da una freccia, quella destinata alla sua cerbiatta, che lo allattò durante l’eremitaggio. In alto si distende un paesaggio luminoso, il più sereno dei tre scomparti, dominato da una rupe aguzza.